# Pambujan
Pambujan è una municipalità di quarta classe delle Filippine, situata nella Provincia di Northern Samar, nella regione di Visayas Orientale.
Pambujan è formata da 26 baranggay:
- Cababto-an
- Cabari-an
- Cagbigajo
- Camparanga
- Canjumadal
- Doña Anecita
- Ge-adgawan
- Geparayan
- Ginulgan
- Igot
- Inanahawan
- Manahao
- Paninirongan

- Poblacion District 1
- Poblacion District 2
- Poblacion District 3
- Poblacion District 4
- Poblacion District 5
- Poblacion District 6
- Poblacion District 7
- Poblacion District 8
- San Ramon
- Senonogan
- Sixto T. Balanguit Sr.
- Tula
- Ynaguingayan